# Латаша Коландер
Латаша Коландер (англ. LaTasha Colander; нар. 23 серпня 1976) — американська легкоатлетка, що спеціалізується на спринті, дворазова олімпійська чемпіонка та срібна призерка Олімпійських ігор, чотириразова чемпіонка світу.

## Кар'єра
| Рік             | Змагання                      | Місто                | Місце           | Дисципліна                    | Примітки        |
| Представник США | Представник США               | Представник США      | Представник США | Представник США               | Представник США |
| --------------- | ----------------------------- | -------------------- | --------------- | ----------------------------- | --------------- |
| 1994            | Чемпіонат світу серед юніорів | Лісабон, Португалія  | 2               | біг на 100 метрів з бар'єрами | 13.30           |
| 1994            | Чемпіонат світу серед юніорів | Лісабон, Португалія  | —               | естафета 4×100 метрів         | DSQ             |
| 1999            | Чемпіонат світу в приміщенні  | Маебасі, Японія      | півфінали       | біг на 200 метрів             | 24.35           |
| 2000            | Олімпійські ігри              | Сідней, Австралія    | чвертьфінали    | біг на 400 метрів             | 52.97           |
| 2000            | Олімпійські ігри              | Сідней, Австралія    | 1               | естафета 4×400 метрів         | 3:22.62         |
| 2004            | Олімпійські ігри              | Афіни, Греція        | 8               | біг на 800 метрів             | 11.18           |
| 2004            | Олімпійські ігри              | Афіни, Греція        | —               | естафета 4×100 метрів         | DNF             |
| 2005            | Чемпіонат світу               | Гельсінкі, Фінляндія | 5               | біг на 200 метрів             | 22.66           |